# Casa de Tuvalu

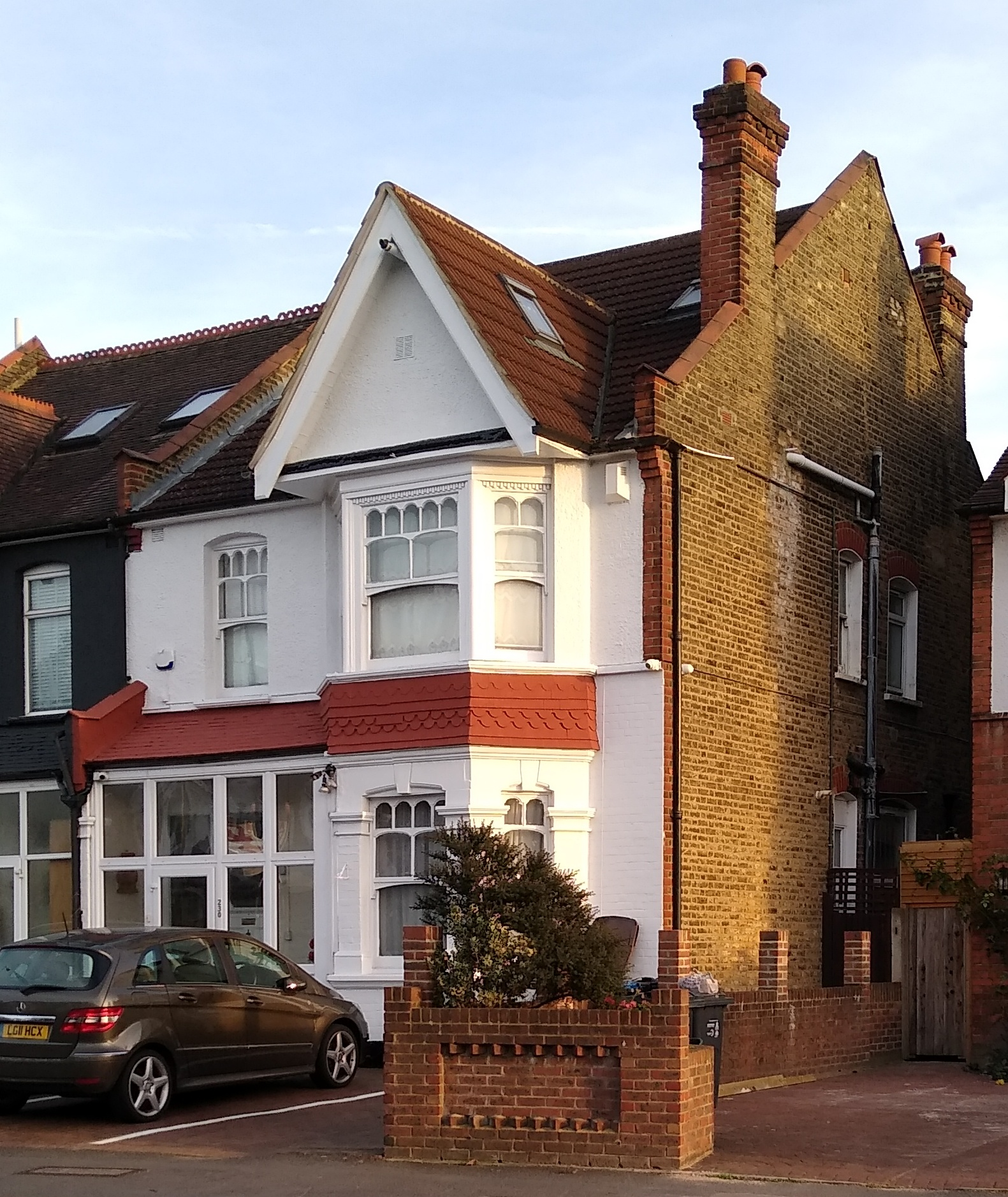
Casa de Tuvalu

La Casa de Tuvalu (Tuvalu House) es el consulado honorario del Gobierno de Tuvalu en Londres (Inglaterra). 

## Antecedentes y ubicación
Desde la independencia en 1978, Tuvalu ha sido un Reino de la Mancomunidad, con un gobernador general que representa al Rey en Tuvalu. Con sede en la Casa de Tuvalu, el Dr. Iftikhar A. Ayaz ha representado el Gobierno de Tuvalu en Londres en los últimos años a un nivel consular.
La Casa de Tuvalu está situada en el sudoeste de Londres (SW20).

## Naturaleza de las relaciones exteriores de Tuvalu
Ya que el Gobierno de Tuvalu no tiene un gran y organizado servicio diplomático, ha preferido generalmente participar en misiones políticas o comerciales ad hoc, cuando surge la necesidad. Aparte de la Alta Comisión de Tuvalu en Fiyi, y otros contactos en la región del Pacífico, la Casa de Tuvalu es de este modo algo como una excepción como una oficina en el exterior representando a Tuvalu.

## Relaciones comerciales con el Reino Unido
Aunque las relaciones comerciales de Tuvalu con el Reino Unido son limitadas, reflejando tanto la pequeñez de la economía del país como la distancia geográfica de Tuvalu desde las islas británicas, se mantiene sin embargo un enlace de información actualizada con las cámaras de comercio británicas (véase enlace más abajo), y la Casa de Tuvalu también asesora sobre relaciones comerciales.